# Bojacá (rijeka)
Bojacá je rijeka u Kolumbiji, pritoka rijeke Bogote. Pripada porječju rijeke Magdalene.